# Костел святого Йоана Павла ІІ (Ворзель)
Костел святого Йоана Павла ІІ — костел селища Ворзель Київської області.

## Історія
При місцевій залізничній станції у Ворзелі була невеличка каплиця, яку зруйнували за радянської влади.
І лише 1995 року тут відновилось богослужіння латинського обряду (у семінарійній каплиці). У III кварталі 2010 року розпочалося будівництво парафіяльного храму на території семінарії. 1 жовтня 2010 року єпископ Ян Пурвінський освятив фундамент майбутнього костелу, а 27 жовтня 2012 року єпископ Станіслав Широкорадюк OFM заклав та освятив наріжний камінь храму.
8 квітня 2013 року архієпископ Петро Мальчук OFM у співслужінні єпископа-емерита Яна Пурвінського та єпископів- помічників Станіслава Широкорадюка OFM і Віталія Скомаровського освятив новоспоруджений костел. 25 березня 2023 року Апостольський нунцій в Україні архієпископ Вісвальдас Кульбокас коронував подаровану скульптуру Фатімської Богородиці, яка раніше стояла у президентському палаці у Польщі.
Ворзель обслуговують дієцезіальні священники.